# Oenothera sesitensis
Oenothera sesitensis är en dunörtsväxtart som beskrevs av Adriano Soldano. Oenothera sesitensis ingår i släktet nattljussläktet, och familjen dunörtsväxter. Inga underarter finns listade i Catalogue of Life.